# Печена
Пече́на  — річка у Новоукраїнському районі Кіровоградської області, права притока Ташлика (басейн Південного Бугу).

## Опис
Довжина річки 12 км, похил річки — 1,15 м/км. Формується з декількох безіменних струмків та водойм. Площа басейну 55,8 км².

## Розташування
Печена бере початок на південно-східній околиці села В'юнки. Спочатку тече на північний захід, а потім на південний захід в межах сіл В'юнки та Приют. На південній околиці села Вільне впадає в річку Ташлик, ліву притоку Чорного Ташлика.